# Гептастадион
Гептастадион («семь стадий») — дамба длиной в семь стадий (1240 метров), соединявшая Александрию с островом Фарос начиная с 331 года до н. э. Архитектором дамбы был местный архитектор Дейнократ. 
Традиционно считалось, что дамба располагалась по оси томболо, но георадарные исследования показали, что Дейнократ встроил дамбу в прямоугольную систему улиц Александрии и она проходила несколько западнее оси томболо, по прямой продолжая одну из улиц. Строительство преследовало несколько целей: соединить город с островом, одновременно создав два порта по обеим сторонам от дамбы. Для прохода судов у обоих концов дамбы имелись ворота. Дамба так же служила акведуком. Третьей целью, по видимому, была защита восточного порта от заиливания, источником которого в основном была акватория западного порта.
Строительство Гептастадиона было не единственным подобным успешным проектом Александра Македонского, так как в 332 году до н. э. его инженеры построили аналогичную дамбу на остров Тир длиной 600 метров.
В настоящее время дамба полностью занесена илом, а на образовавшемся перешейке после 1517 года застройку вела Османская империя.